# موسى قاسول مشار
البروفسور موسى قاسول مشار (ولد عام 1945) كان نائب رئيس السودان الثاني من فبراير 2001 حتى يناير 2005. في عام 2004، تم إرساله إلى الخارج لتلقي علاج طبي لمرض غير محدد. كما شارك مشار في محادثات مع وزير خارجية اليمن، أبو بكر القربي لتعزيز العلاقات بين البلدين.
قبل تعيينه نائب رئيس السودان، كان أستاذاً في جامعة جوبا.
في عام 2017 تم تعيينه في لجنة تسيير الحوار الوطني في جنوب السودان.